# Periploca arsa
Periploca arsa är en fjärilsart som beskrevs av Ronald W. Hodges 1978. Periploca arsa ingår i släktet Periploca och familjen fransmalar. Inga underarter finns listade i Catalogue of Life.